# Матеус Айяс
Матеус Айяс (порт. Matheus Aiás, нар. 30 грудня 1996, Пальмарес-Пауліста) — бразильський футболіст, нападник вірменського клубу «Ноах». Виступав також за низку закордонних клубів. Чемпіон Вірменії та володар Кубка Вірменії.

## Ігрова кар'єра
Матеус Айяс народився 1996 року в місті Пальмарес-Пауліста. Розпочав займатися футболом у юнацькій команді клубу «Крузейру», пізніше грав за юнацькі команди бразильського клубу «Понте-Прета» та італійського «Удінезе». У 2015 році виступами Айяс став гравцем іспанського клубу «Гранада», проте грав виключно в другій команді клубу, а в 2017 році грав у оренді в іншому іспанському клубі «Лорка».
У 2017 році бразильський нападник уклав контракт з англійським клубом «Вотфорд», проте за основну команду клубу так і не зіграв, і до 2020 року грав у оренді в іспанських клубах «Фуенлабрада», «Валенсія Месталья» та «Мірандес». У 2020 році Айяс став гравцем клубу MLS «Орландо Сіті», проте у флоридському клубі також гравцем основного складу не став, і в 2021 році американський клуб віддав бразильця в річну оренду до іспанського клубу «Реал Ов'єдо».
У 2022 року Матеус Айяс перейшов до іспанського клубу «Расінг», у складі якого грав до 2023 року. З 2023 до 2024 року бразильський нападник грав у складі португальського клубу «Морейренсе».
З 2024 року Матеус Айяс грає в складі вірменського клубу «Ноах». У складі команди футболіст у сезоні 2024—2025 років став чемпіоном Вірменії та володарем Кубка Вірменії.

## Титули і досягнення
- Чемпіон Вірменії (1):

«Ноах»: 2024–2025
- Володар Кубка Вірменії (1):

«Ноах»: 2024–2025